# Pentax 645D
Pentax 645D — среднеформатная автофокусная цифровая однообъективная зеркальная фотокамера. Цена на момент анонса серийной камеры (10.03.2010) — 9 400 $. Начало продаж планировалось на май 2010 года, однако было перенесено на начало июня 2010 года в Японии. Фотокамера продаётся в Японии с начала июня 2010 года. Ежегодный выпуск (запланированный) — 6000 камер. В Европе и в США продажи запланированы на декабрь 2010 года.

## Проект
Впервые был представлен на выставке «Photo imaging Expo — 2005». Проект неоднократно объявлялся замороженным и вновь запущеным. В марте 2009 года было объявлено, что фотокамеру планируется выпустить весной 2010 года. Фотокамера продаётся в Японии с начала июня 2010 года. Камера продается в России с июня 2011 года официально  (недоступная ссылка).

## Характеристики модели
- Матрица с разрешением 40 мегапикселей и размером 33×44 мм[8]
- Отсутствует сглаживающий фильтр (АА-фильтр)[9];
- Пылевлагозащищённый корпус;
- 11-точечная фазовая система автофокуса SAFOX IX+;
- 77-зонная оценочная система замера экспозиции;
- Штатный объектив Pentax D FA 645 55mm f/2,8;
- Полная совместимость с линейками оптики для плёночных фотоаппаратов: Pentax 645AF2, 645AF и 645A;
- Соотношение сторон кадра 4:3, как и у 645 формата (в отличие от Leica S2, у которого 2:3);
- Аккумулятор совместимый с Pentax K-7/K-5;
- Два слота для карт памяти формата Secure Digital/SDHC: запись JPG—Raw или RAID 1;
- Предварительный подъём зеркала;
- Репетир диафрагмы;
- Режимы съёмки: покадровая, непрерывная (с высокой и низкой скоростью), автоспуск (2 или 12 сек), дистанционный спуск для покадровой съёмки (с задержкой в 0 или 3 сек), дистанционный спуск для непрерывной съёмки, интервальная съёмка, мультиэкспозиция, автобрекетинг, расширенный брекетинг;
- Аппарат рассчитан на работу при отрицательных температурах до −10 °C[10];
- Корпус из магниевого сплава и стали;
- Шасси из литого под давлением алюминия;
- Экраны защищены прочным закалённым стеклом;
- Встроенный механизм очистки матрицы от пыли DR (Dust Removal) II[2];
- Два гнезда под штатив для горизонтально или вертикально расположенного кадра;

## Объектив
- Специально разработанный пыле- и влагозащищённый объектив Pentax D FA 645 55mm f/2,8.
- Широкоугольный пыле- и влагозащищённый объектив Pentax DA 645 25mm f/4 AL (IF) SDM AW Lens

## Основные достоинства и недостатки в своём классе
- Достоинства: на момент выхода — самый дешёвый среднеформатный цифровой зеркальный фотоаппарат.
- Недостатки: просмотр снятого изображения через несколько секунд после снимка. малый объём внутренней памяти.

## Награды
Pentax 645D стал лауреатом премий TIPA (Technical Image Press Association) и EISA (European Imaging and Sound Association):
- TIPA Best D-SLR Professional (2011)[11],
- EISA European Professional Camera (2011—2012)[12].

Также фотоаппарат получит титул «Камера года — 2011» на Camera Grand Prix Japan.